# Papyrus Fuad 266
Papyrus Fouad 266 (LXXP. Fouad Inv. 266; Rahlfs 847, 848 og 940; TM nr: 62290; LDAB id: 3451: VH: 0056) er et Septuaginta-manuskript (LXX) fra den bibelske Tora, fundet ved Al Fayyum. Palæografiske undersøgelser viser, at fragmentet stammer fra det første århundrede fvt. I øjeblikket opbevares manuskriptet i Societé Royale de Papyrologie i Kairo.
Det er det ældste manuskript, der midt i den græske tekst bruger det hebraiske tetragrammaton på aramisk "firkant" eller Ashuri-skrift.